# Slavčo Červenkov
Slavčo Georgiev Červenkov (in bulgaro Славчо Георгиев Червенков?; 18 settembre 1955) è un ex lottatore bulgaro, specializzato nella lotta libera.

## Biografia
Ha rappresentata la Bulgaria ai Giochi olimpici estivi di Mosca 1980, dove ha vinto la medeglia di bronzo nella lotta libera categoria pesi massimi (90-100 kg).

## Palmarès
- Giochi olimpici

Mosca 1980: argento nella lotta libera pesi massimi (90-100 kg.)
- Mondiali

Edmonton 1982: argento nei -100 kg;
- Europei

Bucarest 1979: argento nei -100 kg;
Prievidza 1980: argento nei -100 kg;